# Байрактар махала
 Тази статия е за селото в Гърция.  За селото в Ломско вижте Василовци (област Монтана).  
Байрактар махала (на гръцки: Φλάμπουρο, Фламбуро, до 1923 година Μπαϊρκτάρ, Байрактар) е село в Република Гърция, Егейска Македония, дем Висалтия, област Централна Македония. Селото има 829 жители според преброяването от 2001 година.

## География
Байрактар махала е разположен южно от град Сяр (Серес) в Сярското поле, в източното подножие на Богданската планина (Вертискос), на около 7 километра източно от град Нигрита.

## История
Според „Етнография на вилаетите Адрианопол, Монастир и Салоника“, издадена в Константинопол в 1878 година и отразяваща статистиката на населението от 1873 година, Байрактар махала (Bairaktar mahla) има 42 домакинства със 130 жители цигани и черкези.
В 1891 година Георги Стрезов пише за селото:
| „ | Байрактар махала, чифлик на Измаил бея; също тай край десния бряг на Струма. От Абдула махала се намира на И на 1 час разстояние. Пътят е същият. 70 къщи цигански и 20 български. | “ |

Според Васил Кънчов („Македония. Етнография и статистика“) в началото на XX век Байрактаръ има 70 жители, всички цигани. По данни на секретаря на Българската екзархия Димитър Мишев („La Macédoine et sa Population Chrétienne“) в 1905 година в селото (Baïraktar-Mahala) живеят 300 цигани.
Селото е освободено по време на войната от части на българската армия, но след Междусъюзническата война в 1913 година остава в Гърция.
В 1951 година в селото е изградена църквата Свети Йоан Предтеча.